# Château de Ménétreux
Le château de Ménétreux est un château  du XVIIe siècle situé à  Ménétreux-le-Pitois (Côte-dOr) en Bourgogne-Franche-Comté.

## Localisation
Le château, actuellement colonie de vacances du métro de Paris, est situé en bordure de plateau à l'extrémité nord-ouest du village sur la RD 119A (rue des vignes blanches).

## Historique
Le premier château n’est construit qu’en 1578 par Claude de la Trémouille-Bresche. En 1611, il comprend château et maison forte dont le donjon avec fossés, pont-levis, quatre tours et communs avec jardin fermé et une grange y attenant, un grand verger ceint d’un enclos de vigne avec un colombier sur pied dans une tour ronde. La seigneurerie de Ménétreux passe ensuite à divers propriétaires dont Charles de Vichy en 1767[réf. souhaitée]. 
Celui-ci rase les vieux bâtiments dont les deux tours du fond. La troisième, dite tour rouge, ne conserve que son étage inférieur donnant accès aux caves alors que la quatrième, dite tour grise, est préservée ainsi que la tour carrée. Les fossés sont comblés et les nouvelles constructions reculées pour dégager une cour d’honneur bordée par une terrasse qui domine les jardins et la plaine et sur laquelle s’ouvrent les portes du salon. Le château et le domaine passent ensuite en diverses mains dont M. Cuhaut, industriel parisien, qui investit de 1881 à 1888 dans l’établissement d’une ferme modèle[réf. souhaitée] .

## Architecture
Le château actuel occupe l'extrémité nord d'une plate-forme carrée. Sa tour occidentale n'est conservée qu'au niveau du soubassement et sa tour orientale est transformée en pigeonnier avec canonnières au rez-de-chaussée et premier étage. Au sud de la plate-forme, une parcelle carrée transformée en parc a remplacé la basse-cour du château. Son angle sud-ouest est marqué par une tour carrée avec deux fenêtres à congé qui présentent les traces d'arrachement d’une courtine.[réf. souhaitée]

## Valorisation du patrimoine
Rachetée en 1930 par la Compagnie du chemin de fer métropolitain de Paris, la propriété a servi de maison de repos et abrite actuellement une colonie de vacances pour les enfants des employés de la RATP, gérée par la fondation « Les enfants du métro ».